# Comté de Blair
Le comté de Blair est un comté américain de l'État de Pennsylvanie. Au recensement de 2020, le comté compte 122 822 habitants. 

## Historique
Il a été créé le 26 février 1846 à partir des comtés de Huntingdon et de Bedford. Le siège du comté se situe à Hollidaysburg. Le nom du comté vient de John Blair, un citoyen local reconnu .

## Démographie
| Groupe            | Comté de Blair | Pennsylvanie | États-Unis |
| ----------------- | -------------- | ------------ | ---------- |
| Blancs            | 92             | 73,5         | 58         |
| Latino-Américains | 1,4            | 8,1          | 19         |
| Afro-Américains   | 2              | 10,5         | 12,1       |
| Asiatiques        | 0,7            | 3,4          | 6,2        |
| Métis             | 3,4            | 3,3          | 4,1        |
| Autres            | 0,3            | 0,4          | 0,5        |
| Amérindiens       | 0,1            | 0,1          | 0,9        |
| Océano-américains | 0,01           | 0,02         | 0,2        |
| Total             | 100            | 100          | 100        |